# Китайский народный университет
Китайский народный университет (кит. упр. 中国人民大学, пиньинь Zhōngguó Rénmín Dàxué, палл. Чжунго Жэньминь Дасюэ) — университет в Пекине и других городах Китая. В рейтинге мировых университетов Thomson Reuters за 2013—2014 года, делит с несколькими другими университетами мира 226—250 позиции.

## История
Когда в 1937 году началась японо-китайская война, то многие молодые люди, недовольные политикой Чан Кайши, отправились на северо-запад страны, в Шэньси-Ганьсу-Нинсяский советский район. Чтобы подготовить их к антияпонской деятельности, ЦК КПК создал в Яньани Северо-Шэньсийскую общественную школу (陕北公学), первым директором которой стал Чэн Фанъу. Если Антияпонский военно-политический университет готовил в основном военные кадры КПК, то Северо-Шэньсийская общественная школа занималась подготовкой общественных деятелей и политработников. Учащиеся проходили в ней краткосрочные (3-4 месяца) курсы; за два года существования школы она выпустила около 6 тысяч человек.
В июне 1939 года Северо-Шэньсийская общественная школа, Яньаньский институт искусств имени Лу Синя (延安鲁迅艺术学院), Яньаньское пролетарское училище (延安工人学校) и курсы военной подготовки молодёжи (安吴堡战时青年训练班) были объединены в Северокитайский объединённый университет (华北联合大学), в котором обучалось 1500 студентов. Официально он был открыт 7 июля, ректором опять же стал Чэн Фанъу. Во время 2-го этапа гражданской войны Северокитайский объединённый университет перемещался в различные населённые пункты в зависимости от хода боевых действий между КПК и Гоминьданом. 24 августа 1948 года в уезде Чжэндин провинции Хэбэй Северокитайский объединённый университет и Северный университет (北方大学) были слиты в Северокитайский университет (华北大学). За 9 лет своего существования Северокитайский объединённый университет выпустил свыше 12 тысяч студентов.
Северокитайский университет состоял из 4 отделений и 2 институтов: Политического отделения, Педагогического отделения, Гуманитарного отделения и Исследовательского отделения, а также Рабочего института и Крестьянского института. Ректором объединённого университета, насчитывавшего 15 тысяч студентов, стал У Юйчжан. В апреле 1949 года Северокитайский университет переместился в освобождённый Пекин. Ради скорейшей подготовки кадров для восстановления страны по распоряжению ЦК КПК в Северокитайский университет были переведены преподаватели из других вузов Пекина и Тяньцзиня, и в 1950 году Северокитайский университет был официально переименован в Китайский народный университет.

## Институты
Китайский народный университет имеет в своём составе следующие институты:
- Гуманитарный институт
- Институт иностранных языков
- Институт истории
- Институт философии
- Институт искусств
- Институт наук о государстве
- Институт естественных наук
- Институт окружающей среды
- Институт информатики
- Институт управления информационными ресурсами
- Институт журналистики
- Институт экономики
- Институт финансов и денежного обращения
- Институт сельского хозяйства и сельскохозяйственного развития
- Институт рабочих профессий
- Институт социологии и статистики
- Институт марксизма
- Институт международных отношений
- Институт торговли
- Институт правоведения
- Институт общественного администрирования
- Институт педагогики
- Институт продолжения образования
- Франко-китайский институт

## Известные выпускники
- Айсыци — философ, теоретик КПК
- Ай Цин — поэт
- Ван Сяобо — писатель
- Лю Яньдун — член Госсовета КНР и Политбюро ЦК КПК
- Цзян Цин — актриса, жена Мао Цзэдуна
- Го Цзинцзин — олимпийская чемпионка по прыжкам в воду
- Сан Сюэ — олимпийская чемпионка по прыжкам в воду
- У Минься — олимпийская чемпионка по прыжкам в воду
- Ван Цзюнься — олимпийская чемпионка по бегу на длинные дистанции
- Мо Хуэйлань — чемпионка мира по гимнастике, призёр олимпийских игр
- Лян Янь — олимпийская чемпионка и двукратная чемпионка мира по волейболу